# Die besten Jahre (2003)
Die besten Jahre ist der achte Spielfilm des italienischen Regisseurs Marco Tullio Giordana. Der Film erzählt die Lebensgeschichte der römischen Familie Carati zwischen den Jahren 1966 und 2000. Ähnlich wie dem deutschen Regisseur Edgar Reitz in Heimat gelingt es Giordana, mit der Schilderung scheinbar alltäglicher Lebensläufe eine Chronik Italiens zu erzählen: den Wandel des Landes weg von einer weitgehend ländlich geprägten Gesellschaft, den Wirtschaftsboom der 1960er Jahre und dessen Niedergang, die Jahre von Terrorismus und Tangentopoli bis hin zu den aktuellen Entwicklungen.
Der Film war ursprünglich als Fernsehserie konzipiert, gelangte aber schließlich in einer sechsstündigen Fassung in die internationalen Kinos.
Beim Filmfestival von Cannes wurde Giordana 2003 mit dem Preis der Sektion Un Certain Regard ausgezeichnet. Bei der Verleihung des Europäischen Filmpreises 2003 und des französischen Filmpreises César war Giordana als bester Regisseur bzw. der Film selbst in der Kategorie Bester Europäischer Film nominiert.

## Ausführliche Handlung des Films
Der Film beginnt 1966 in Rom. Die beiden Brüder Matteo und Nicola Carati stehen gerade vor dem Ende ihrer Zwischenprüfungen in Literatur bzw. Medizin an der Universität. Matteo arbeitet in seiner Freizeit in einer psychiatrischen Klinik, wo er die junge Patientin Giorgia kennenlernt. Als er erfährt, dass sie dort mit Elektroschocks behandelt wird, beschließt er, sie aus dieser Klinik zu befreien. Sein Bruder begleitet ihn dabei, anstatt mit seinen beiden Freunden Carlo und Berto nach Norwegen zu fahren.
Zunächst fahren sie mit Giorgia in ihr Heimatdorf in den Apenninen, dort erfahren sie, dass ihr Vater jetzt in Ravenna lebt. Dort angekommen müssen sie jedoch feststellen, dass der Vater mittlerweile eine neue Familie hat und möchte, dass Giorgia wieder in die Klinik geht. Nach einer kurzen Auseinandersetzung wollen die beiden Brüder mit Giorgia weiterfliehen. In Porto Marghera treffen sie ihre ältere Schwester Giovanna, die dort als Richterin arbeitet. Sie rät ihnen, Giorgia in eine andere Klinik in Gorizia zu bringen. Kurz darauf wird Giorgia jedoch in einer Bar von der Polizei festgenommen, die beiden Brüder werden jedoch von ihr nicht verraten. Am Bahnhof von Porto Marghera trennen sich jedoch ihre Wege: Matteo beschließt, die Universität abzubrechen und zum Militär zu gehen. Sein Bruder jedoch macht sich alleine auf den Weg nach Norwegen, wo er auf Hippies und auf Vietnamkrieg-Gegner trifft und beschließt, Psychiater zu werden, um Menschen wie Giorgia helfen zu können.
Bei der Flutkatastrophe von Florenz treffen beide Brüder wieder aufeinander, als sie bei den Aufräumarbeiten helfen. Hier begegnet Nicola auch der jungen Mathematik-Studentin Giulia und beschließt, mit ihr nach Turin zu ziehen, wo sie beide während der Studentenproteste 1968 eine wichtige Rolle spielen. Sechs Jahre später, 1974, treffen sich Nicola und Matteo, der mittlerweile Polizist ist, wieder: am Rande der Krawalle um die besetzte Turiner Universität erfährt Nicola, dass Giulia schwanger ist; Matteos bester Freund Luigi wird bei den Krawallen so verletzt, dass er gelähmt bleibt. Wie vorauszusehen war, kommt es zum Streit zwischen Matteo und Giulia, die mittlerweile fest in der linken Szene verankert ist. Im selben Jahr kommt Nicolas und Giulias Tochter Sara zur Welt.
Nicola kämpft gemeinsam mit den Insassen einer psychiatrischen Klinik vor Gericht gegen die unmenschlichen Bedingungen in den „Irrenhäusern“ und kann erreichen, dass diese in Zukunft wesentlich besser durch den Staat kontrolliert werden. In einer der kontrollierten Anstalten findet er Giorgia wieder, die durch die jahrelange Deprivation völlig verängstigt ist; nur langsam schafft er es, ihr Vertrauen wiederzugewinnen. Hingegen entfremdet er sich immer mehr von Giulia, die sich inzwischen den Brigate Rosse angeschlossen hat; um die gemeinsame Tochter kümmert er sich fast alleine. Matteo hat sich nach Palermo versetzen lassen, kommt aber mit der sizilianischen Mentalität und dem aktiven Wegschauen bei Gräueltaten der Mafia nur schwer zurecht. Jedoch macht er hier kurz die Bekanntschaft von Mirella, einer jungen Fotografin, die eine Arbeit in einer Bibliothek sucht: er empfiehlt ihr seine Lieblingsbibliothek in Rom. Als er 1977 seinen Bruder und Giorgia in Turin besucht, nutzt er die Möglichkeit nicht, bei seinen Eltern vorbeizuschauen. In Turin müssen die beiden Brüder jedoch erfahren, dass in der Zwischenzeit ihr Vater an Krebs verstorben ist. In der Wohnung der Eltern trifft die ganze Familie zusammen: Am Rande der Trauerfeier entschließt sich jedoch Giulia, ihren Mann und ihre Tochter zurückzulassen, um sich ganz der Tätigkeit bei den Roten Brigaden widmen zu können. Nicola überrascht sie noch kurz bevor sie die Wohnung verlässt, lässt sie jedoch ziehen, weil er nicht ahnt, was wirklich ihr Ziel ist. Auf der Trauerfeier kommt es jedoch auch zu ersten zarten Banden zwischen Carlo, seinem besten Freund, der mittlerweile eine wichtige Position bei der Banca d’Italia innehat, und seiner kleinen Schwester Francesca. Die beiden heiraten 1980, im selben Jahr kommt auch ihr erstes Kind zur Welt, dem drei weitere folgen.
Matteo, der Anfang der 80er Jahre wieder in Rom arbeitet, trifft dort wieder auf Mirella, die mittlerweile tatsächlich in der Bibliothek arbeitet, die er ihr empfohlen hatte. Die beiden verlieben sich ineinander, jedoch traut Matteo sich nicht, ihr seinen wahren Namen, seinen wahren Beruf und seine Liebe zu gestehen. Am Rande der Silvesterfeier 1983, als sich wieder einmal die gesamte Familie versammelt hat, zieht er sich in seine eigene kleine Wohnung zurück, nachdem er sich mit Mirella, die inzwischen seine wahre Identität herausgefunden hat, gestritten hat. Dort begeht er mit einem Sprung über das Balkongitter Selbstmord. Nicola macht sich Vorwürfe, weil er ihn, wie Giulia sieben Jahre zuvor, noch kurz vorher vorm Verlassen der elterlichen Wohnung hätte aufhalten können.
Giulia selbst ist immer noch Mitglied bei den Brigate Rosse. Sie beginnt jedoch an ihrem Terroristen-Dasein zu zweifeln, als sie erfährt, wer ihr nächstes Ziel sein soll: Carlo, der Ehemann ihrer Schwägerin, zu welcher sie trotz ihrer Entfremdung von der Familie immer noch große Zuneigung hat. Sie warnt daher Francesca; bittet sie jedoch gleichzeitig, ihr eine Möglichkeit zu verschaffen, Kontakt mit Sara aufzunehmen. Francesca behält dies zunächst für sich, vertraut sich jedoch schließlich Nicola an. Dieser veranlasst, dass Giulia bei diesem Treffen festgenommen wird: Er möchte lieber, dass sie im Gefängnis in Sicherheit ist, als dass sie bei einem der nächsten Anschläge ums Leben kommt.
Anfang der 90er Jahre sitzt Giulia immer noch in einem Hochsicherheitsgefängnis und verweigert den Kontakt zu Nicola; ihre 18-jährige Tochter hingegen lehnt ihre Mutter ab, da sie ihr vorwirft, sie und ihren Vater im Stich gelassen zu haben. Nicola hat weiterhin guten Kontakt zu Giorgia, die weitere Fortschritte macht. Eines Tages sieht er das Plakat zu einer Fotoausstellung und ist überrascht, dass es sich um ein Porträt seines verstorbenen Bruders handelt. Er findet den Namen der Fotografin heraus – es handelt sich um Mirella, die mittlerweile wieder auf ihrer Heimatinsel Stromboli lebt. Und sie hat einen Sohn, den siebenjährigen Andrea – der auch der Sohn von Matteo ist. Nicolas Mutter ist überglücklich, hierin wieder ein Andenken an ihren anderen Sohn gefunden zu haben und beschließt, ihren Lebensabend ebenfalls auf Stromboli bei ihrer neugefundenen „Schwiegertochter“ und ihrem Enkel zu verbringen. Dort verstirbt sie 1994.
2000 kommt die Familie wieder aus freudigem Anlass zusammen. Nicolas Tochter Sara hat sich entschlossen, ihren langjährigen Freund zu heiraten. Die Familie trifft sich jedoch nicht mehr in der dunklen Wohnung in Rom, sondern in dem großzügigen Landgut in der Toskana, in dem Carlo und Francesca sowie ihre Söhne mittlerweile leben. Und hier treffen auch Andrea und seine Mutter Mirella ein. Giulia hingegen wurde inzwischen aus dem Gefängnis entlassen und arbeitet in einer Bibliothek in Florenz. Sara versöhnt sich anlässlich der Hochzeit schließlich mit ihr und verbringt einige Tage mit ihr gemeinsam in der Stadt, in der sich ihre Eltern vor fast 35 Jahren kennengelernt haben. Nicola hat endlich gelernt, dass er sich nicht mehr an Giulia gebunden fühlen muss und verliebt sich in die Mutter seines Neffen, Mirella. Der Film endet 2003, als Andrea mit seiner Freundin auf denselben Wegen durch Norwegen reist, die sein Onkel und Stiefvater 1966 auch schon bereist hat.

## Kritiken
Eines der großartigsten Melodrame der letzten Jahre, Libération
Es ist ein gigantischer Wurf, [...], den Giordana hier [...] hingelegt hat. [...] Dabei gänzlich undogmatisch [...], überaus unterhaltsam, spannend und dicht erzählt., Die Welt
Es sagt sich so leicht, man habe im Kino nicht bloß einen Film gesehen, sondern eine Erfahrung gemacht. Diesmal ist es wahr., FAZ
Die unerträgliche Leichtigkeit des Seins im ersten Teil schwächt im zweiten ein sentimentaler Zwang zum Happy End. Einen starken, fast betäubenden Eindruck hinterlässt der Film aber allemal., playerweb.de

## Preise
- Prix Un Certain Regard beim Filmfestival von Cannes 2003
- David di Donatello für den besten italienischen Film (2004)
- 2004 Globo d’Oro für die Beste Regie.